# Amanda Blake
Amanda Blake (nascida Beverly Louise Neill, 20 de fevereiro de 1929 - 16 de agosto de 1989) foi uma atriz americana mais conhecida pelo papel da dona de um bar ruivo "Miss Kitty Russell" na série de televisão de faroeste Gunsmoke. Junto com seu quarto marido, Frank Gilbert, ela comandou um dos primeiros programas bem-sucedidos de criação de chitas em cativeiro.

## Vida pregressa
Amanda Blake nasceu Beverly Louise Neill em Buffalo, Nova York, filha única de Jesse e Louise (nascida Puckett) Neill. O pai dela era banqueiro. Blake era telefonista e frequentou brevemente o Pomona College antes de começar a atuar. Blake frequentou a Brenau Academy de 1944 a 1945. Ela então serviu no conselho de consultores e se tornou uma administradora.

## Carreira

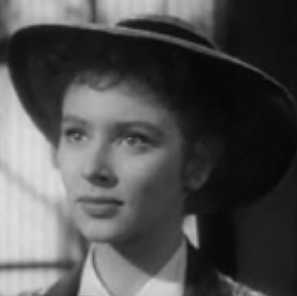
Em Estrelas na Minha Coroa (1950)

No final da década de 1940, Blake assinou com a Metro-Goldwyn-Mayer, pois o estúdio a via como sua próxima Greer Garson. Ela apareceu em alguns filmes de Hollywood, como o faroeste Cattle Town de 1952 e no papel principal de Miss Robin Crusoe, uma adaptação de 1954 da aventura de Robinson Crusoé. Em 1954, ela apareceu em Nasce uma Estrela. 
Blake ficou mais conhecida por sua atuação de 19 anos como a dona de bar Miss Kitty na série de televisão Gunsmoke, de 1955 a 1974. Em 27 de fevereiro de 1974, Blake trouxe um leão chamado Kemo para o set de Gunsmoke.
Por causa de seu papel contínuo na televisão, Blake raramente tinha tempo para filmes. Ela apareceu em vários programas de televisão, incluindo uma rotina de comédia recorrente no The Red Skelton Show ; como uma celebridade em Hollywood Squares, Tattletales e no revival dos anos 1970 de Match Game ; e aparições de comédia no Dean Martin Celebrity Roast.
Em 1957, Blake fez uma participação especial como Betty Lavon-Coate no episódio intitulado "Coate of Many Colors" do drama policial de Rod Cameron, State Trooper. Mais tarde, após um filme de reunião de Gunsmoke, ela fez duas aparições em longas-metragens: em The Boost, um drama sobre dependência química estrelado por James Woods e Sean Young, e BORN, ambos em 1988.
Em 1968, Blake foi introduzido no Hall of Great Western Performers no National Cowboy and Western Heritage Museum em Oklahoma City. Ela foi a terceira artista a ser introduzida, depois de Tom Mix e Gary Cooper, selecionados em 1958 e em 1966.

## Vida pessoal
Blake foi casado cinco vezes, primeiro com Jack Shea (1952-53), depois com Don Whitman em 1954, divorciando-se dele em 1956.  Após o divórcio de Whitman, ela passou a frequentar o "set de salão" do Gunsmoke. Blake sentia que era um lar para ela nos dias em que não era necessária. Ela se casou com o vereador Mark Edward Spaeth, de Austin, Texas, em 1984. Spaeth morreu de pneumonia relacionada à AIDS em 1985.

### Bem-estar animal
Depois de Gunsmoke, Blake entrou em semi-aposentadoria em sua casa em Phoenix e assumiu poucos projetos de cinema ou televisão. Em vez disso, ela dedicou mais tempo aos seus animais. Ela era conhecida por trazer seu leão de estimação, Kemo, para o set de Gunsmoke. Kemo vivia em um complexo de animais em sua casa, onde ela e o marido Frank Gilbert administravam um programa experimental de criação de chitas. Eles foram alguns dos primeiros a criar chitas com sucesso em cativeiro; eles criaram sete gerações de chitas.
Blake se juntou a outros em 1971 para formar a Arizona Animal Welfare League, hoje o maior e mais antigo abrigo de animais "sem abate" do estado. Em 1985, ela ajudou a financiar o início da Performing Animal Welfare Society. Blake teria sido membro do conselho da Humane Society dos Estados Unidos. Em 1997, o Amanda Blake Memorial Wildlife Refuge foi inaugurado no Parque Rancho Seco em Herald, Califórnia. O refúgio oferece um santuário para a vida selvagem africana ungulada em liberdade, a maioria da qual era originalmente destinada a leilões de animais exóticos ou fazendas de caça.

### Declínio da saúde e morte
Em 1977, Blake, que era uma fumante inveterado, desenvolveu câncer oral que foi tratado com sucesso por meio de cirurgia. Ela se tornou uma apoiadora da Sociedade Americana do Câncer e fez aparições para arrecadar fundos por todo o país. Em 1984, ela recebeu o prêmio anual Courage Award da sociedade, que lhe foi entregue pelo então presidente dos EUA, Ronald Reagan.
Em 16 de agosto de 1989, Blake morreu de pneumonia relacionada à AIDS no Mercy General Hospital em Sacramento, Califórnia, aos 60 anos. Sua morte foi inicialmente atribuída ao câncer de garganta, mas, após sua morte, seu médico anunciou publicamente que sua morte foi devido a complicações da AIDS. Não se sabe como Blake contraiu a doença. Os amigos próximos de Blake insistiram que ela não era usuária de drogas nem sexualmente promíscua e que ela pode ter contraído AIDS de seu quinto marido, que também morreu de pneumonia relacionada à AIDS em 1985.

## Filmografia
| Year | Title                          | Role                          | Notes      |
| ---- | ------------------------------ | ----------------------------- | ---------- |
| 1950 | Stars in My Crown              | Faith Radmore Samuels         |            |
| 1950 | Duchess of Idaho               | Linda Kinston                 |            |
| 1950 | Counterspy Meets Scotland Yard | Karen Michelle                |            |
| 1951 | Smuggler's Gold                | Susan Hodges                  |            |
| 1951 | China Corsair                  | Jane Richards                 | Uncredited |
| 1951 | Never Trust a Gambler          | The Redhead at Police Station | Uncredited |
| 1951 | Criminal Lawyer                | Receptionist                  | Uncredited |
| 1951 | Sunny Side of the Street       | Susie Manning                 |            |
| 1951 | The Family Secret              | Telephone Girl                | Uncredited |
| 1952 | Scarlet Angel                  | Susan Bradley                 |            |
| 1952 | Cattle Town                    | Marian Hastings               |            |
| 1953 | Lili                           | Peach Lips (red-haired dame)  |            |
| 1953 | Sabre Jet                      | Helen Daniel                  |            |
| 1954 | About Mrs. Leslie              | Gilly                         |            |
| 1954 | A Star Is Born                 | Susan Ettinger                |            |
| 1954 | The Adventures of Hajji Baba   | Banah                         |            |
| 1954 | Miss Robin Crusoe              | Robin Crusoe                  |            |
| 1955 | The Glass Slipper              | Birdena                       |            |
| 1955 | High Society                   | Clarissa Jones                |            |
| 1988 | The Boost                      | Barbara                       |            |
| 1988 | B.O.R.N.                       | Rosie                         |            |

| Year       | Title                            | Role                        | Notes                                              |
| ---------- | -------------------------------- | --------------------------- | -------------------------------------------------- |
| 1952       | Schlitz Playhouse of Stars       |                             | 2 episodes                                         |
| 1953       | Cavalcade of America             | Nancy Hart                  | Episode: "Breakfast at Nancy's"                    |
| 1954       | Four Star Playhouse              | Susan Pierce                | Episode: "Vote of Confidence"                      |
| 1955– 1974 | Gunsmoke                         | Kitty Russell               | 425 episodes                                       |
| 1956       | Alfred Hitchcock Presents        | Carol Arlington             | Season 1 Episode 26: "Whodunit"                    |
| 1957       | State Trooper                    | Betty Lavon-Coate           | Episode: "Coate of Many Colors"                    |
| 1957– 1963 | The Red Skelton Show             | Ruby                        | 7 episodes                                         |
| 1958       | Studio One                       | Joan Roberts                | Episode: "Tide of Corruption"                      |
| 1959       | Steve Canyon                     | Molly McIntyre (uncredited) | Season 1/Episode 31: "Room 313"                    |
| 1966       | Clown Alley                      | Pickpocket Clown            | CBS television film                                |
| 1974       | Betrayal                         | Helen Mercer                | ABC Movie of the Week                              |
| 1974       | Match Game                       | Herself                     | Game show: one week/5 episodes                     |
| 1974       | Tattletales                      | Herself                     | Game show: one week/5 episodes with husband Frank  |
| 1976       | The Quest                        | Miss Sally                  | Episode: "Day of Outrage"                          |
| 1979       | The Love Boat                    | Nora Knox                   | Episode: "The Oldies But Goodies..."               |
| 1982       | The Best Little Special in Texas | Herself                     | TV movie documentary                               |
| 1983       | Hart to Hart                     | Big Sam                     | Episode: "The Wayward Hart"                        |
| 1984       | The Edge of Night                | Dr. Juliana Stanhower       | June 19–29, 1984                                   |
| 1986       | Brothers                         | Carlotta                    | Episode: "A Penny a Dance"                         |
| 1987       | Gunsmoke: Return to Dodge        | Kitty Russell               | TV movie Including flashbacks to Gunsmoke episodes |
| 1989       | The New Dragnet                  | Mrs. Sylvia Wilson          | Episode: "Nouveau Gypsies", (final appearance)     |